# Hôtel Royal Palace

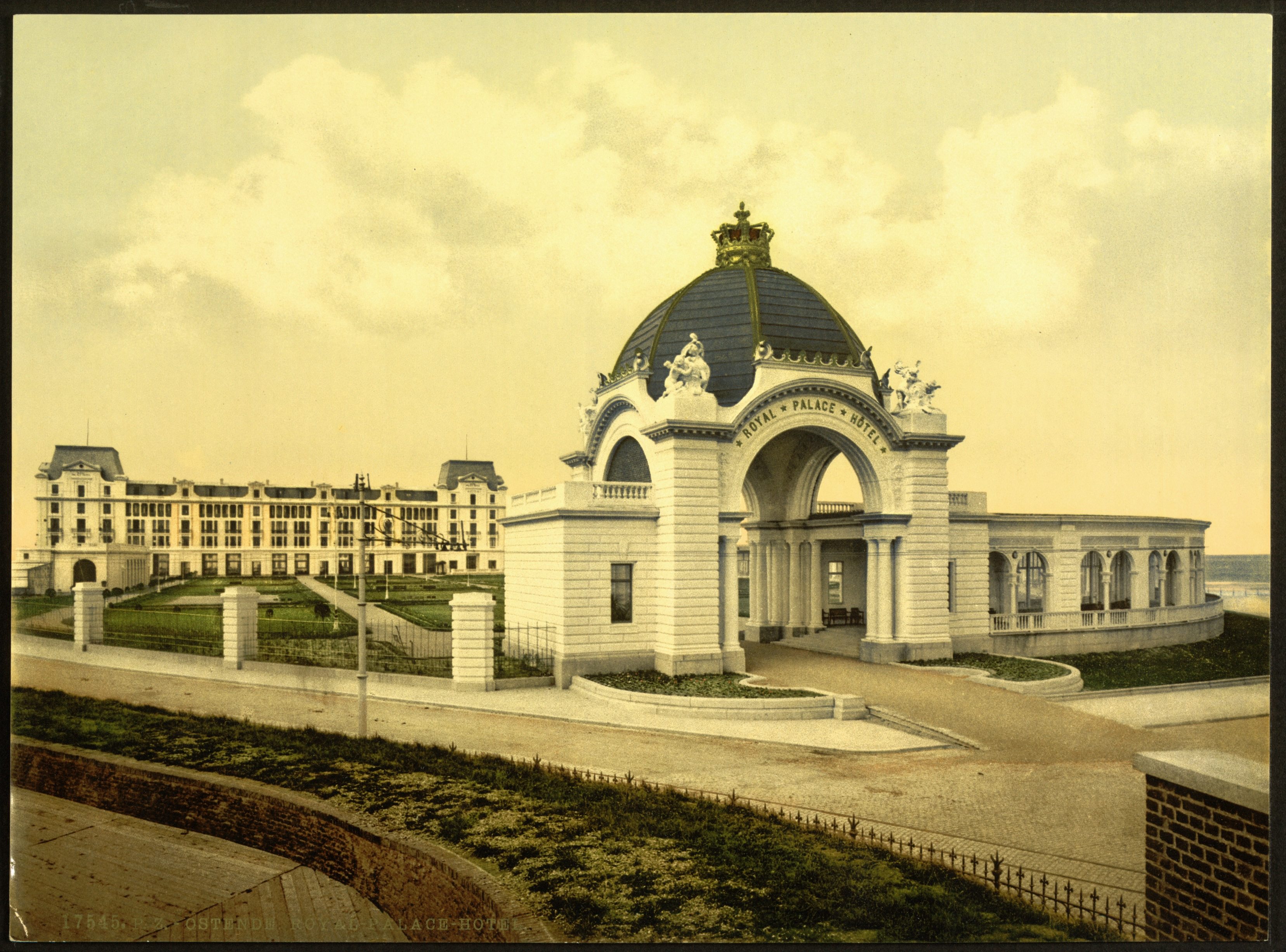
Hôtel Royal Palace, ca. 1900

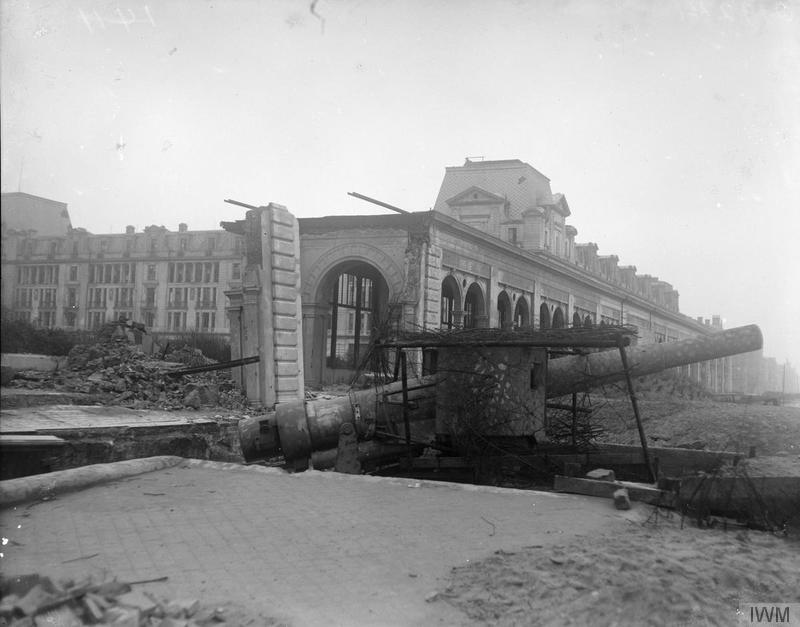
Gehavend Royal Palace, 1918

Het Royal Palace was een luxehotel in Oostende van de Compagnie Internationale des Grands Hôtels, in 1899 geopend en in 1944 verwoest. Het hotel kwam tot stand met steun van de Belgische koning Leopold II, die het mondaine toerisme in Oostende stimuleerde. Het Royal Palace lag aan zee naast de Wellingtonrenbaan en de toegangspoort lag nabij het uiteinde van de Koninklijke Gaanderijen.

## Architectuur
De Fransman Georges Chedanne en de Belg Octave Van Rysselberghe ontwierpen het hotel in de stijl van de Franse beaux-arts. Zij bouwden ook samen het Rivièra Palace Hôtel in Monte Carlo en Chedanne ontwierp eerder het Elysée Palace in Parijs.
Het Royal Palace Hotel had een monumentale toegangspoort, prominent zichtbaar vanaf de boulevard en het strand. Bovenop stond een grote vergulde kroon, verwijzend naar de koninklijke status van het hotel. Een overdekte galerij verbond de toegangspoort met het hoofdgebouw. De 300 meter lange en deels gebogen galerij was aan één zijde voorzien van glas.
Het U-vormige hoofdgebouw telde maar liefst 500 kamers. De gevel langs de Zeedijk was voorzien van een grote serre. Het hotel beschikte over een restaurant, een grote feestzaal, leeszalen en biljartkamers. In de hal van de feestzaal hing de sfeer van een binnentuin.

## Tuin
Het grote terrein voor het Royal Palace Hotel was niet alleen ingericht als tuin; er waren ook tennisbanen aangelegd. In 1903 werd er op deze tennisvelden een internationaal schermtoernooi gehouden.

## Hotelier
De vermaarde hotelier Luigi Steinschneider werd in 1899 van het Shepheards Hotel in Caïro naar Oostende gehaald. Hij werd destijds aangeprezen als de 'koning der hotelhouders'.

## Oorlogen
Tijdens de Eerste Wereldoorlog raakte het Royal Palace Hotel beschadigd, maar werd nadien hersteld. Tijdens de volgende wereldoorlog werd het hotel in 1944 verwoest. Na de oorlog verrees er een gelijknamige modernistische woonflat op de plaats van het Royal Palace.(Residentie Royal Palace)De bouw werd aangevat voor de secties 1,2 en 3 door Auxeltra Bouwgroep rond 1960.Deze ging nadien failliet.